# Anegada

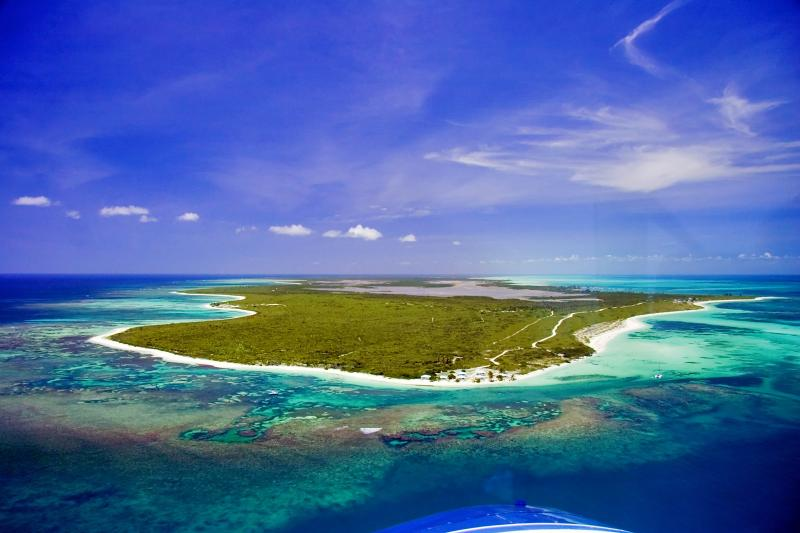
Na rozdíl od ostatních Britských Panenských Ostrovů je Anegada plochý atol

Anegada je nejsevernější z Britských Panenských Ostrovů. Leží asi 24 km severně od Virgin Gorda. Anegada je jediný obydlený Britský Panenský Ostrov, který je tvořen z vápence a korálu. Ostatní ostrovy jsou spíše hornaté, Anegada je nízká a plochá. Nejvyšší bod je 8,5 m nad hladinou moře.
S rozlohou asi 32 km2 je druhým největším ostrovem Britských Panenských Ostrovů, ale je nejřidčeji osídlený z hlavních ostrovů (počet obyvatel asi 200). Většina obyvatel žije v hlavním městě, kterému říkají The Settlement (osada, sídlo).